# Bataille de Valle Giulia
La bataille de Valle Giulia du 1er mars 1968 est le nom donné à un affrontement entre des étudiants italiens et la police, les premiers tentant de reconquérir la faculté d'Architecture de l'Université de Rome, que la police occupait après avoir délogé les étudiants à la suite de l'occupation des locaux. Elle oppose aussi les militants d'extrême gauche et d'extrême droite. Cet évènement est considéré comme l'un des signes avant-coureurs des années de plomb.

## Les événements
En février 1968, l'université avait été l'objet de nombreuses initiatives politiques, certaines coordonnées par des enseignants de la même faculté et qui s'étaient joints à l'occupation des locaux des étudiants. Le 29 février, les locaux furent évacués par la police à la demande du recteur Pietro Agostino D'Avack. La police resta sur place.
Le 1er mars 1968, approximativement 4 000 personnes se rassemblèrent Piazza di Spagna. De là, le cortège se sépara en deux : une partie se rendit vers la cité universitaire tandis que la majorité des étudiants se dirigea vers Valle Giulia avec l'intention d'occuper la faculté que la police avait investie. Arrivés sur place, les étudiants affrontèrent un imposant cordon de forces de l'ordre. Un petit groupe de policiers se sépara du cordon, ils capturèrent un étudiant et le frappèrent provoquant une réaction immédiate des étudiants qui lancèrent des pierres et d'autres objets.
Les affrontements dégénérèrent rapidement sur tout le campus et, étonnamment, les étudiants s’avérèrent en mesure de résister aux charges de la police, contrairement à ce qui s'était passé lors des affrontements des mois précédents. L'attaque contre la police était menée par les chefs de file du mouvement néo-fasciste dissous Avanguardia Nazionale Giovanile, emmené par Stefano Delle Chiaie, qui était habitué aux manifestations violentes,,.
Parmi les participants aux affrontements de Valle Giulia proches des mouvements étudiants, on trouve des personnages qui eurent par la suite des parcours très différents : le réalisateur Paolo Pietrangeli, qui dédia une chanson, Valle Giulia devenue un symbole de 1968, Giuliano Ferrara, qui fut blessé, Paolo Liguori, Aldo Brandirali, Ernesto Galli della Loggia, Oreste Scalzone. Parmi les policiers se trouvait le futur acteur Michele Placido.
À la fin de l'affrontement, les fascistes dirigés par Delle Chiaie et le Fronte Universitario d'Azione Nazionale (FUAN, étudiants adhérents à la section des jeunes du MSI) occupèrent la faculté de Droit, tandis que les étudiants de gauche occupaient celle des Lettres. Il y eut 148 blessés parmi les forces de l'ordre et 478 chez les étudiants, et quatre arrestations. Huit véhicules de police furent incendiés et cinq pistolets pris aux agents.
Rapidement, il y eut de nombreuses défaillances des activistes du MSI quand ils apprirent que les étudiants de droite s'étaient rangés sur les mêmes positions que le Movimento Studentesco, mouvement gauchiste . La tentative suivante, effectuée par les Volontari Nazionali, service d'ordre du MSI, pour pénétrer à l'intérieur de la faculté des Lettres provoqua de durs affrontements avec les étudiants. En se rendant compte des affrontements, les étudiants de l'Avanguardia Nazionale emmenés par Delle Chiaie sortirent de la faculté de droit et se dispersèrent sur les gradins du rectora. Les militants du Fronte Universitario d'Azione Nazionale, étudiants adhérents à la section des jeunes du MSI, suivirent le mouvement. Delle Chiaie affirma que « nous voulions, de cette manière, prendre nos distances de cette initiative et ne pas participer aux combats. En fait, je ne voulais prendre parti pour aucun des deux camps, tandis que Primula Goliardica (groupe politique de droite) alla en Lettres défendre les communistes. Et en effet, ce furent ses militants qui subirent le premier assaut »
Les membres du MSI furent rapidement repoussés par les étudiants, renforcés par l'arrivée des activistes communistes. Ils furent contraints de se retirer, se réfugiant à l'intérieur de la faculté de Droit. Les hommes de Giulio Caradonna qui étaient arrivés entretemps furent aussi repoussés et se réfugièrent dans la faculté de Droit.
Les composantes néofascistes de la contestation prirent leurs distances avec le mouvement étudiant après les événements de la Valle Giulia,.

## La poésie de Pasolini
Sur les événements de Valle Giulia, Pier Paolo Pasolini écrivit un poème devenu célèbre, intitulé « Il PCI ai giovani !! (« Le PCI aux jeunes !! », dans lequel il prit parti pour la police. Pasolini écrivit, par la suite, sur la polémique naissante : « Quant à mes vers, que j'avais écrit pour une revue, ils ont été traîtreusement publiés par un magazine, L'Espresso (j'avais donné mon consentement seulement pour quelques extraits): le titre donné par le magazine, "Je vous déteste, chers étudiants", n'était pas le mien, mais c'était un slogan inventé par le magazine même qui s'est imprimé dans l'esprit vide de la masse consommatrice comme si c'était de moi ».
Cette prise de position coûta à l'écrivain l'isolement au sein de son propre parti, le PCI, mais catalysa l'attention du monde de la culture italienne sur le « movimentismo» qui était sur le point de naître.

## Note
1. ↑  Nanni Balestrini, Primo Moroni, L'orda d'oro: 1968-1977, Feltrinelli, 1997, p. 397.
2. ↑  Ugo Gaudenzi Asinelli, testimonianza in Rao 2006, p. 125-126
3. ↑  Rao 2006, p. 126.
4. ↑  (it) Mario Caprara et Gianluca Semprini, Neri, la storia mai raccontata della destra radicale, eversiva e terrorista, Edizioni tascabili Newton, Rome 2011, pag 223
5. ↑  Piero Ignazi, Il polo escluso. Profilo del Movimento Sociale Italiano, Bologne, il Mulino, 1989, p. 131
6. ↑  "CIAK", settembre 2009, no 9, pag. 62.
7. ↑  (it) Piero Ignazi, Il polo escluso. Profilo del Movimento Sociale Italiano, Bologne, il Mulino, 1989, p. 132
8. ↑  (it) Mario Caprara et Gianluca Semprini, Neri, la storia mai raccontata della destra radicale, eversiva e terrorista, Edizioni tascabili Newton, Rome, 2011, page 223
9. ↑  (it) Marco Iacona, 1968. Le origini della contestazione globale, Solfanelli, 2008, p. 86-87
10. ↑  Adalberto Baldoni, "Storia della destra, Dal postfascismo al Popolo della libertà", Edizioni Vallecchi, 2009, Florence, pag. 126
11. 1 2 3  Rao 2006, p. 130.
12. ↑  Témoignage de Teodoro Buontempo dans Rao 2006, p. 131
13. ↑  Gasparetti 2006, p. 101-129.

## Sources
- (it) Cet article est partiellement ou en totalité issu de l’article de Wikipédia en italien intitulé « Battaglia di Valle Giulia » (voir la liste des auteurs).